# Landschapselement
| - Landschap - Ecotoop of landschapselement - Biotoop - Levensgemeenschap |

Een landschapselement is een onderdeel van het landschap dat als een vrij homogeen deel van het totale beeld wordt ervaren. Landschapselementen zijn de bouwstenen die samen de structuur van het landschap bepalen. 

## Betekenis en waardering
Verschillen in aard, hoeveelheid en samenhang van landschapselementen dragen bij aan de karakteristieke kenmerken van het landschap. Ze hebben veelal een historische achtergrond en een cultuurhistorische betekenis: de invloed van de mens in het verleden op het landschap is er dan in terug te vinden.
Veel landschapselementen hebben naast een historische en een landschappelijke ook een landschapsecologische functie: ze kunnen dan beschouwd worden als ecotopen in een ecosysteem. Ook reliëfvormen met een voornamelijk natuurlijke ontstaanswijze, aangeduid met het geomorfologische begrip landvorm, worden landschapselementen genoemd.

## Indeling
Verschillende indelingen van landschapselementen zijn mogelijk. Ze kunnen worden ingedeeld naar schaal, vorm, ouderdom, ontstaanswijze, functie of naar de weerstand tegen de tand des tijds.
Bij indeling naar de vorm kunnen  punt-, lijn- of vlakvormige landschapselementen worden onderscheiden:
- puntvormige landschapselementen zijn bijvoorbeeld een dobbe, een solitaire eik in een weiland en een grenspaal,
- lijnvormige landschapselementen zijn bijvoorbeeld een sloot, berm, houtwal, priel en een kerkpad,
- vlakvormige landschapselementen zijn bijvoorbeeld een akker, weiland, kwelder, terp, begraafplaats en een es.

## Kwetsbaarheid en bescherming
De meeste landschapselementen zijn kwetsbaar voor moderne agrarische en urbane ontwikkelingen. Omdat het beeld van het landschap door deze elementen met hun begroeiing wordt gedragen, gaat de kwaliteit van het landschap achteruit bij het aantasten of geheel verdwijnen van landschapselementen. Met name provinciale en gemeentelijke overheden hebben een rol bij de bescherming en het behoud van de landschapselementen. Daarnaast zijn er verschillende organisaties die zich op het behoud en herstel van landschapselementen richten. In het kader van het Gemeenschappelijk landbouwbeleid is er subsidie mogelijk voor het beheer van bepaalde landschapselementen.

## Voorbeelden

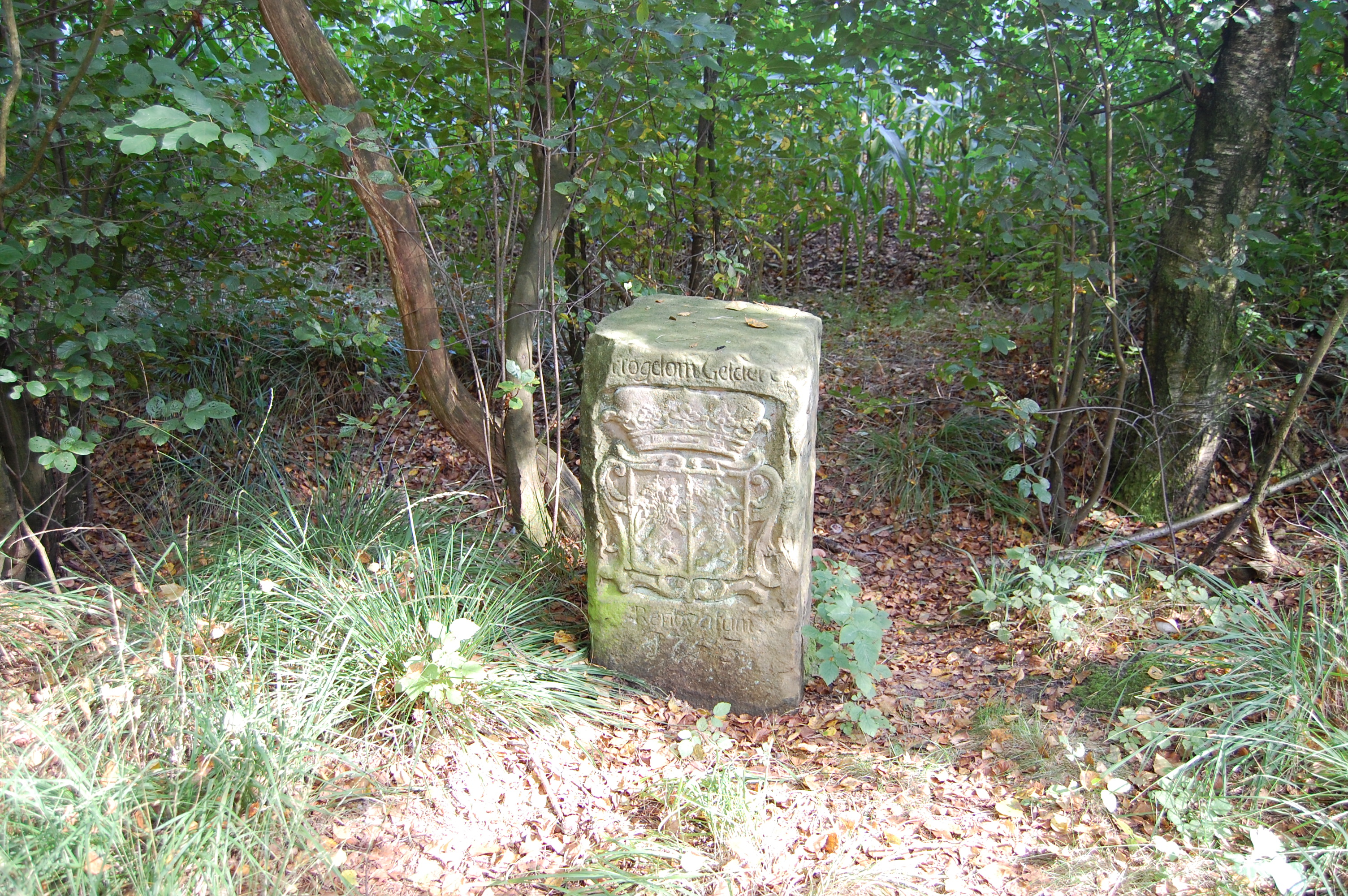
Historisch landschapselement: Oude grenspaal tussen Gelder en Munster
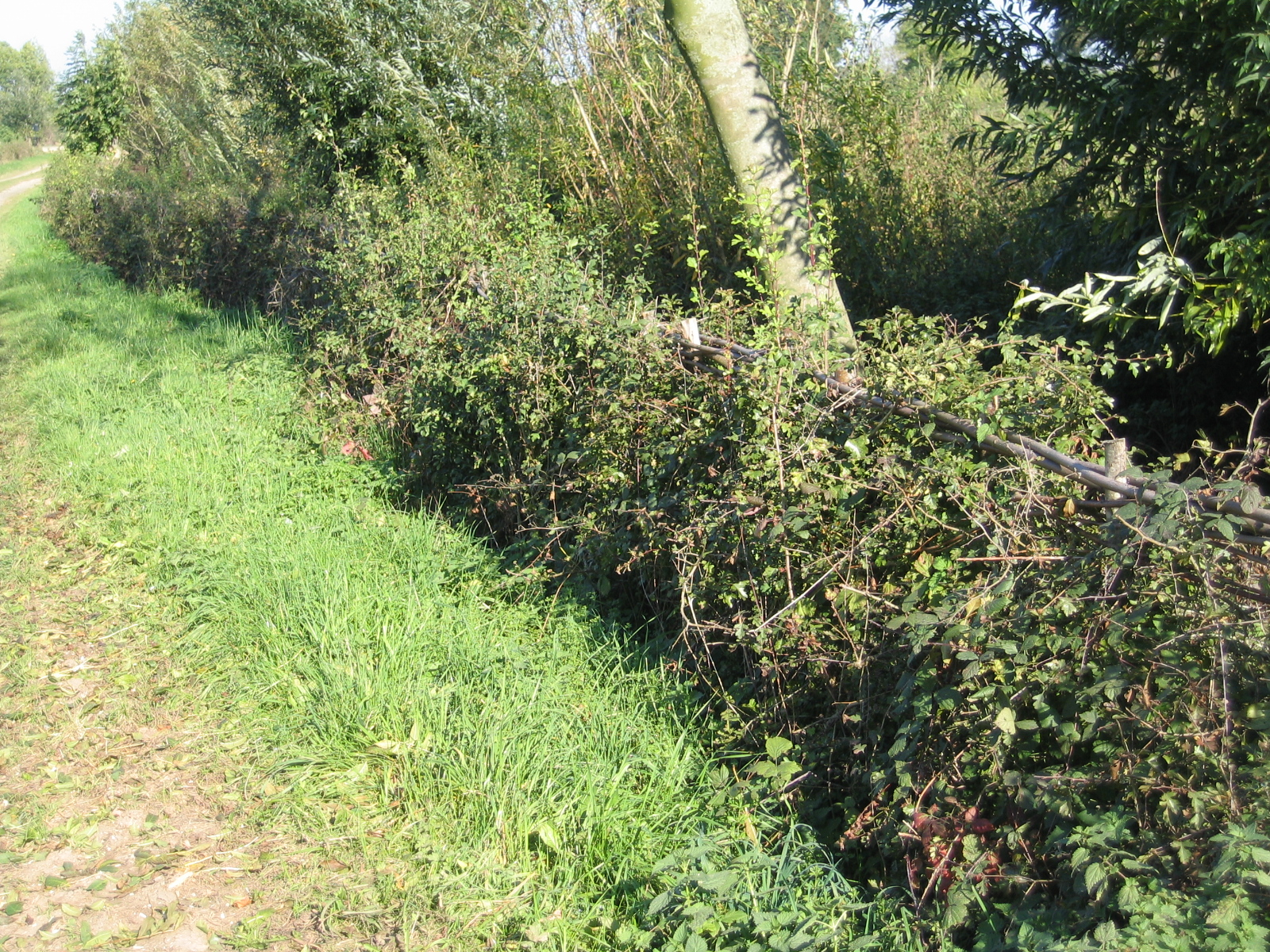
Een vlechtheg in het Maasheggengebied
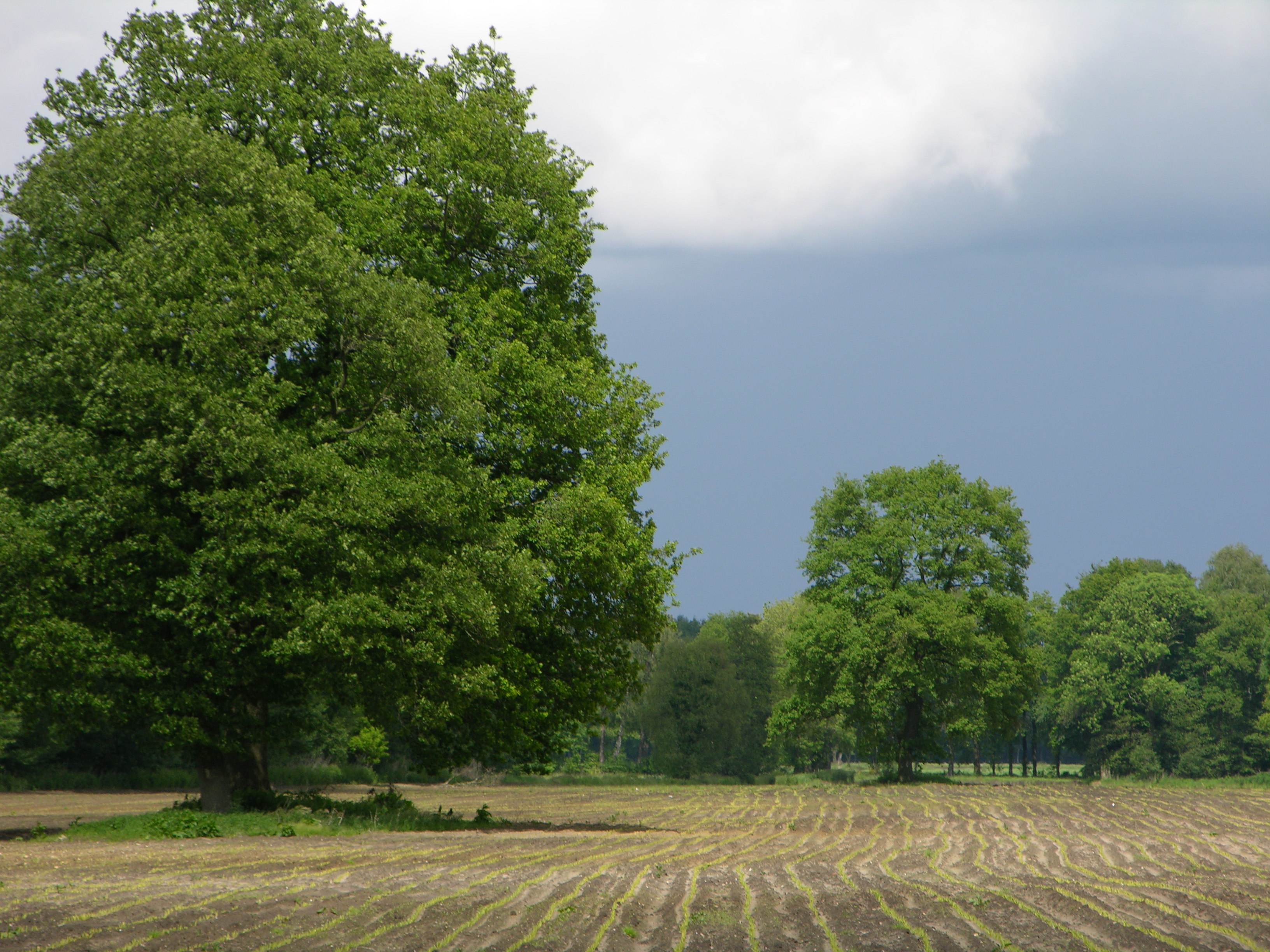
Verschillende landschapselementen in het Vosseveld bij Winterswijk

## Discussie
Met name vanuit de Wageningse school der historische geografie komt wel de kritiek dat de aandacht voor landschapselementen de aandacht voor het landschap als geheel overvleugelt. Men wijst op het gevaar van het bekijken van het landschap als een bak vol elementen.
Het landschap beschouwen als een samenstelling van elementen zou een overzicht door de tijd heen van het ontstaan van het landschap belemmeren. De elementen dienen in de eerste plaats een functioneel onderdeel van een landschap te vormen, en geen geïsoleerd object op zich. Deze Wageningse invalshoek stond na het jaar 2000 aan de basis voor de vervaardiging van het historisch-geografisch informatiesysteem Histland, waarin de dynamiek in historische landschappen centraal staat en landschapselementen op een tweede plaats komen. Grotendeels op basis hiervan hanteert de Rijksdienst voor het Cultureel Erfgoed sinds 2019 een indeling van de Nederlandse landschappen  in 26 hoofdlandschappen, 45 landschapszones en 78 regio's.